# Haunting the Chapel
 (juillet 2013).
Le contenu est difficilement compréhensible vu les erreurs de traduction, qui sont peut-être dues à l'utilisation d'un logiciel de traduction automatique.
Albums de Slayer
Show No Mercy
(1983) Live Undead
(1984)
Haunting the Chapel est un EP du groupe de thrash metal américain Slayer sorti en 1984 par Metal Blade et Enigma Records.
Le premier album, Show No Mercy, est devenu le plus vendu de Metal Blade, conduisant le producteur Brian Slagel à vouloir sortir un EP.
L'enregistrement se fit à Hollywood mais d'enregistrement a été difficile lors de l'enregistrement de la batterie dans un studio sans tapis, même si Gene Hoglan, précédemment apparu sur le morceau Evil Has No Boundaries du premier album, influença le batteur Dave Lombardo dans son style. Cependant, Hoglan dit qu'il lui a donné un tas de conseils mais pas vraiment de leçons; mais il a trop influencé Slayer[Quoi ?].
Bien que n'étant qu'un EP de trois chansons, Haunting the Chapel marque une évolution par rapport à Show No Mercy, et est considéré comme la première manifestation du style « classique » du groupe affiché sur les albums suivants. Il est ainsi souvent décrit comme un « tremplin ».
Les chansons Chemical Warfare et Captor of Sin apparaissent régulièrement dans les setlists du groupe. Chemical Warfare apparaît dans Guitar Hero: Warriors of Rock.

## Enregistrement
Le précédent album de Slayer Show No Mercy avait été vendu à plus de 40 000 exemplaires dans le monde, et le groupe jouait Chemical Warfare et Captor of Sin en live, ce qui incite le producteur Brian Slagel à vouloir sortir un EP.  L'album a été enregistré à Hollywood avec l'ingénieur du son Bill Metoyer, dans un studio avec aucun tapis qui était un problème lors de l'enregistrement de la batterie. Slagel agissait en tant que producteur exécutif. Metoyer est chrétien et les paroles de Show No Mercy ne le dérangeait pas. Cependant, les premières paroles de Araya lors de l'enregistrement de Haunting the Chapel étaient « The holy cross, symbol of lies, intimidates the lives of Christian born » (« La Sainte Croix, symbole du mensonge, intimide la vie de chrétien né ») et d'autres paroles anti-religieuses; Metoyer pensait qu'il irait à l'enfer pour son rôle dans l'enregistrement des paroles. Ces thèmes lyriques ont été inspirés par le groupe Venom, qui a influencé Kerry King et qui était également dans l'imagerie et les paroles liées au satanisme.
Le batteur Dave Lombardo mis son kit de batterie sur le béton et le kit allait « un peu partout » tout en jouant. Lombardo a demandé à Gene Hoglan de tenir son kit, tout en enregistrant Chemical Warfare, avec Hoglan qui pensait : « J'espère qu'il le fait en une ou deux prises, parce que c'est difficile ». Hoglan entraîne Lombardo à comment utiliser la double caisse pour améliorer sa capacité de percussion et de vitesse; Lombardo affirme que Hoglan était « un joueur de double grosse caisse incroyable même à l'époque », bien que Hoglan jouait de la grosse caisse depuis peu de temps alors. Eddy Schreyer fournit le audio mastering et le digital remastering, avec la conception de la pochette créée par Vince Gutierrez.
Haunting the Chapel est plus sombre et plus orienté thrash metal que Show No Mercy, et a jeté les bases de la future direction dans le son du groupe.

## Tournée
Hoglan a commencé à travailler comme roadie pour le groupe juste après que la personne responsable de l'éclairage ne se soit pas présentée une nuit, et a effectué des soundcheck pour Lombardo.  Slayer et Hoglan jouaient des chansons de Dark Angel pendant les soundchecks, ce qui à entraîné l'arrivée du batteur dans Dark Angel. Hoglan a une fois rencontré le guitariste Jim Durkin: « Il est venu me voir un jour et a commencé à me donner ses avis sur le groupe, il a dit que nous devions être plus « evil » et il enchaîne, « En passant, je suis meilleur batteur que le gars que vous avez dans Dark Angel en ce moment ».
Hoglan a été licencié car il pensait qu'un roadie ne s'occupait que de l'éclairage, tandis que Johnny Araya, le frère de Tom Araya, s'occupait de toutes les tâches d'un roadie, tels que les équipements mobiles, en collaboration avec son et lumières, et la mise en place de la scène.
Le groupe a joué un concert à Seattle devant une foule de 1 500 personnes, leur plus grande audience à l'époque, en première partie de Metal Church, et, au Texas, a joué avec un groupe appelé aussi Slayer, mais originaire lui de San Antonio. Ce dernier s'est renommée S.A. Slayer et s'est dissout en 1984.

## Réception
Bien que l'EP ne soit pas entré dans les charts, Eduardo Rivadavia de AllMusic lui donne trois étoiles sur cinq, affirmant que « Haunting the Chapel était un tremplin qui offre des indices importants sur cette période de transition, qui a vu les structures rock des chansons rock de Slayer céder leur place à un style non-linéaire, véritable définition de style, par la suite considéré comme la signature sonore du thrash metal".
Les pistes Chemical Warfare et Captor of Sin sont régulièrement jouées.

### Influence
Le chanteur Karl Willetts, du groupe de death metal Bolt Thrower, affirme que l'EP a été une source d'inspiration pour le groupe : « Quand Haunting the Chapel est sorti, je n'avais jamais entendu quelque chose comme ça avant avec ce style de jeu de guitare. Nous étions des punks, et le heavy metal était une sorte d'alien compte tenu de notre éducation. Et d'nous avons entendu d'autres groupes comme Venom, Slaughter et Metallica. Nous avons donc pris les éléments musicaux du metal et l'agressivité du punk et les avons mélangé ensemble ».
Chuck Schuldiner du groupe Death a déclaré que cet EP lui a « changé la vie à l'époque », affirmant : « C'était ce genre de choses nouvelles qui m'ont donné ce coup de pouce ».

### Reprises
- Le groupe de black metal Perverseraph reprend Chemical Warfare sur un album hommage à Slayer intitulé Gateway to Hell, Vol. 2: A Tribute to Slayer[13].
- Le groupe de thrash metal Equinox a également fait une apparition sur cet album, reprenant Haunting the Chapel[13].
- Le groupe de death metal mélodique At the Gates a repris Captor of Sin. Cette reprise est dans la track-list de la réédition de 2002 de leur album Slaughter of the Soul sorti en 1995[14].

## Liste des titres
1. Chemical Warfare - 6:04
2. Captor of Sin - 3:32
3. Haunting the Chapel - 4:00
4. Aggressive Perfector - 3:30 (piste bonus de la réédition, précédemment présente sur la compilation Metal Massacre Vol. 3)

## Composition du groupe
- Tom Araya - chant, basse
- Jeff Hanneman - guitare
- Kerry King - guitare
- Dave Lombardo - batterie